# Hardo Toots
Hardo Toots (ur. 6 listopada 1990) – estoński zapaśnik walczący w stylu klasycznym. Zajął dziewiąte miejsce na igrzyskach wojskowych w 2015. Srebrny medalista mistrzostw nordyckich w 2014 i brązowy w 2015 roku.